# ИФК Сундсвалль
«ИФК Сундсвалль» (швед. Idrottsföreningen Kamraterna Sundsvall) — шведский футбольный клуб из одноимённого города, в настоящий момент выступает в Дивизионе 3, пятом по силе дивизионе Швеции. Клуб основан 22 февраля 1895 года, домашние матчи проводит на стадионе «Балдерсховс ИП», вмещающем 5 000 зрителей. В высшем дивизионе чемпионата Швеции «ИФК Сундсвалль», в период с 1976 по 1981 годы провёл в общей сложности 5 сезонов, лучшим из которых стал сезон 1980 года, когда «ИФК Сундсвалль» занял седьмое место в итоговой таблице чемпионата.